# Kalisalzbergwerk Buggingen
Das Kalisalzbergwerk Buggingen in Buggingen im Landkreis Breisgau-Hochschwarzwald war das größte Bergwerk Süddeutschlands. Es bestand von 1922 bis 1973. Mit bis zu 1.200 Beschäftigten war es ein bedeutender Arbeitgeber der Region.
Eine geförderte Tonne Rohsalz enthielt 28 % Kalisalz und 48 % Steinsalz. Insgesamt förderte das Werk 17 Millionen Tonnen Rohsalz. Das Kali wurde in einer eigenen Fabrik zu Düngemitteln verarbeitet, ferner wurden Brom und Streusalz erzeugt. Letzter Besitzer war die Kali und Salz AG mit Sitz in Kassel.

## Geschichte

### Beginn des Kalibergbaus
1904 wurde durch Tiefbohrungen bei Mülhausen Kalisalz gefunden. Dadurch entstand linksrheinisch das Kalirevier im Elsass. Der Berliner Bankier Fritz Eltzbacher erhielt 1910 die Konzession zur Suche nach Salzlagerstätten auf der badischen Rheinseite. Nahe Buggingen wurden in den Jahren 1911 bis 1913 auf den Gewannen „Breitlache“, „Hölzleeck“ und „Ob dem Mühlengraben“ Bohrungen niedergebracht. Bei Hartheim (10 km nördlich von Buggingen) wurde eine am 2. März 1911 begonnene erste Tiefbohrung bei 1143 m abgebrochen. In der am 11. Januar 1912 begonnenen Tiefbohrung Buggingen 1 westlich des Bahnhofs wurde in 712 m Teufe ein 4 m mächtiges Kalilager erbohrt. Eine Bohrung im „Kuntel“ blieb erfolglos. Die angetroffenen Salze gehörten zu den qualitativ wertvollsten damals bekannten Kalisalzen.
Nach diesen Voruntersuchungen folgten langwierige Verhandlungen zur Gründung des Bergwerks, da sich zunächst viele Grundstückseigner weigerten, ihr Gelände zu verkaufen. Als der Erste Weltkrieg ausbrach, kamen die Verhandlungen gänzlich zum Erliegen. 1916 erhielt Eltzbacher die Konzession zur Gewinnung von Kalisalz. Am 22. April 1922 wurden auf Initiative des Karlsruher Ministerialrats Erich Naumann die drei Gewerkschaften Baden, Markgräfler und Zähringen gegründet. Die Republik Baden erwarb 434 Anteile, die Burbach-Kaliwerke 566 Anteile.

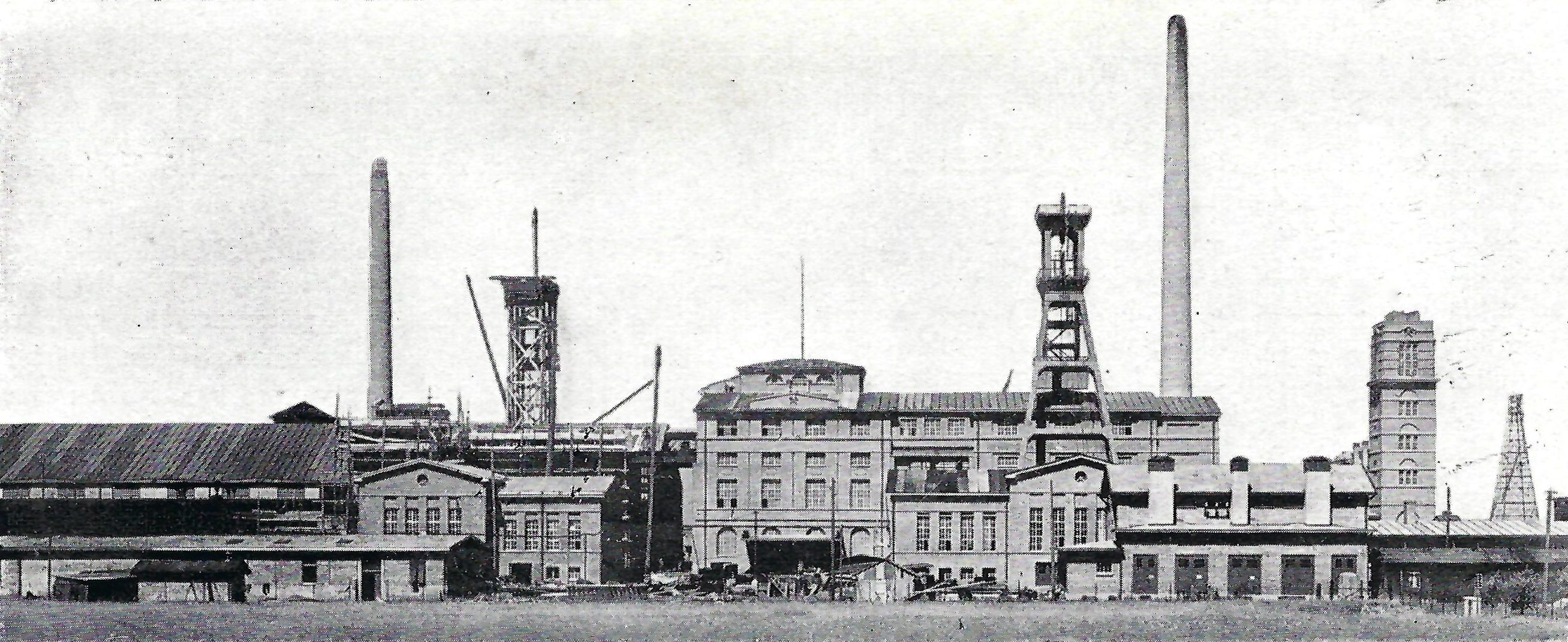
Doppelschachtanlage der Gewerkschaften Baden und Markgräfle in den 1920er Jahren

Unter der Leitung von Bergwerksdirektor Theodor Albrecht wurde am 7. August 1922 der Bau des Schachtes Baden (Schacht 1) begonnen. 1924 wurde das Abteufen des Schachtes Markgräfler (Schacht 2) 60 m südlich von Schacht 1 begonnen. Im Juli 1925 erreichte Schacht 1 das Kalilager in 786 m Teufe, im Oktober 1926 Schacht 2 bei 779 m. Von 1923 bis 1927 folgte der Bau der Tagesanlagen (Chlorkaliumfabrik, Kraftwerk, Werkstätten, Sozial- und Verwaltungs-Gebäude, Magazin, Werksbahn, Werkswohnungen usw.). Einzelne Werkswohnhäuser an der Grißheimer Straße wurden bereits im Mai 1923 bezogen, das Verwaltungsgebäude wurde zwei Jahre später fertiggestellt.
1928 wurde die regelmäßige Förderung von Rohsalz und die Kalidüngerproduktion aufgenommen. 1930 betrug die Jahresfördermenge 250.000 t Rohsalz. Bereits im Jahr 1933 übernahm die Preussag die Anteile der Burbach AG.

### Kaliabbau

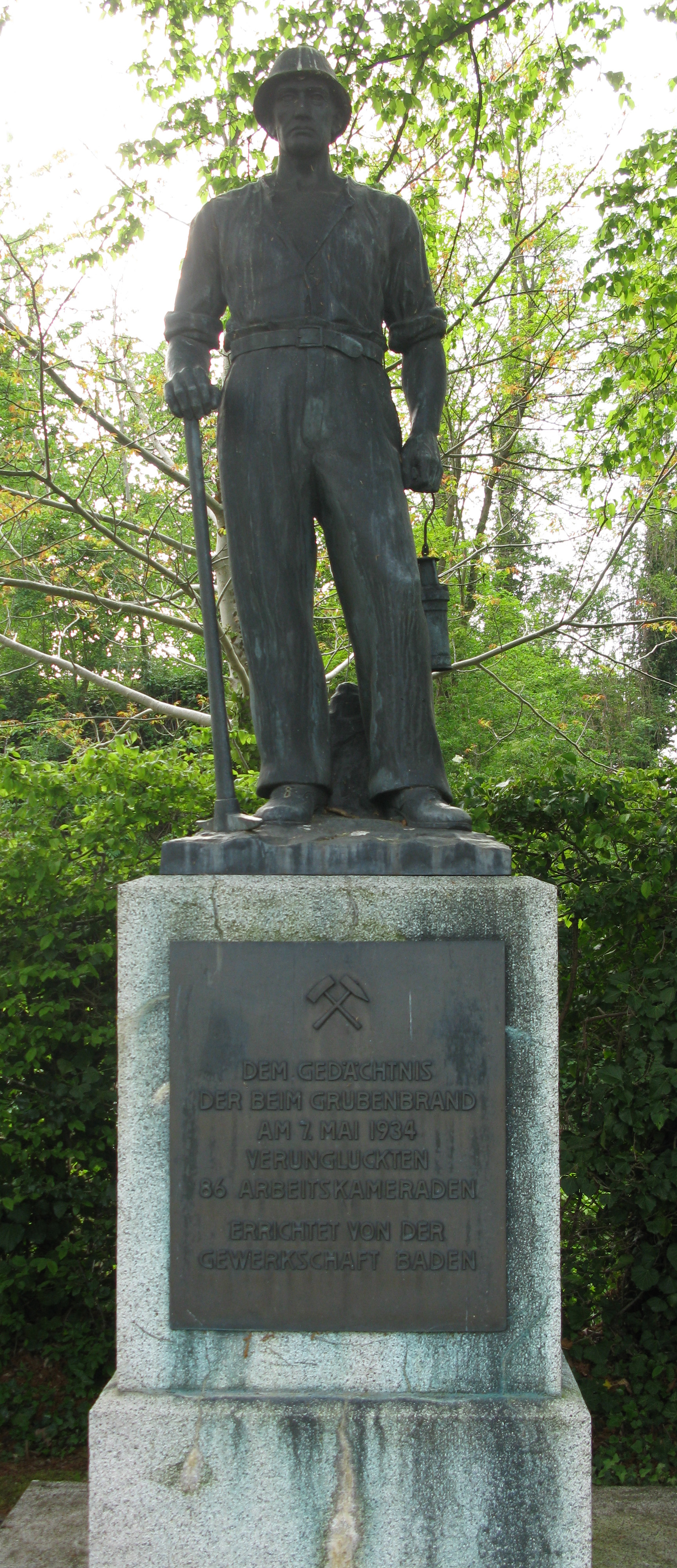
Denkmal auf dem Friedhof von Buggingen anlässlich des Grubenbrandes am 7. Mai 1934

Nach Fertigstellung der beiden Bugginger Schächte wurde zunächst die 793-m-Sohle nach Norden und Süden vorgetrieben, anschließend die 754-m-Sohle. Dazwischen wurden die ersten Abbaue angelegt. Hier mussten schnell große Vorräte erschlossen werden, um eine hohe Förderquote zu erhalten.
In den ersten Jahren wanderten die Abbaue beiderseits der 793-m-Sohle langsam nach Norden, bis sie 1936 die Basaltzone erreichten. Da eine Durchörterung zu gefährlich erschien, wurde das Kalilager vorerst lediglich nach Osten und Westen ausgerichtet. Am 7. Mai 1934 kam es zu einem Grubenbrand, wobei 86 Bergleute ums Leben kamen. Vermutlich verursachte ein herabfallender Salzbrocken einen Kurzschluss in einer Hochspannungsleitung. Durch den Funkenflug entzündeten sich als Verzug verwendete Faschinen. Auf dem Friedhof steht ein Denkmal auf einem Gräberfeld für alle Opfer des Bergwerks.
Nach Ende des Zweiten Weltkriegs, der zu eingeschränkter Förderung und Produktion geführt hatte, kam das Werk unter französische Verwaltung. 1948 wurde die Förderung von der Badischen Kaligesellschaft mit französischer Beteiligung fortgeführt, bevor das Werk 1953 von der Gewerkschaft Baden übernommen wurde.
1951 wurde die Basaltzone durchörtert. Östlich davon lag eine nach Osten absinkende, bis zu 1000 m tiefe Mulde, in welche die 793-m-Sohle nach Norden hin abfallend fortgeführt wurde. Im Südfeld, das zwischen 1944 und 1967 gebaut wurde, herrschten komplizierte Lagerungsbedingungen vor, die den Abbau erschwerten.
Um neue Kalivorräte zu erschließen, nahm am 19. November 1964 der bei Heitersheim liegende Schacht 3 seine regelmäßige Förderung auf. Zuvor war bis zum 7. Dezember 1962 die untertägige Verbindung zu den Bugginger Schächten 1 und 2 hergestellt worden. Eine Werkseisenbahn brachte das in Heitersheim geförderte und gemahlene Rohsalz zur Weiterverarbeitung nach Buggingen. Nordwestlich von Schacht 3, im Diapir-West-Feld, war das Kalisalz steil gelagert, woraus sich für das Bergwerk gänzlich andere Abbaumethoden ergaben. Aus diesem Feld kam in den letzten Betriebsjahren der Hauptanteil der Förderung.

### Abriss und Spuren

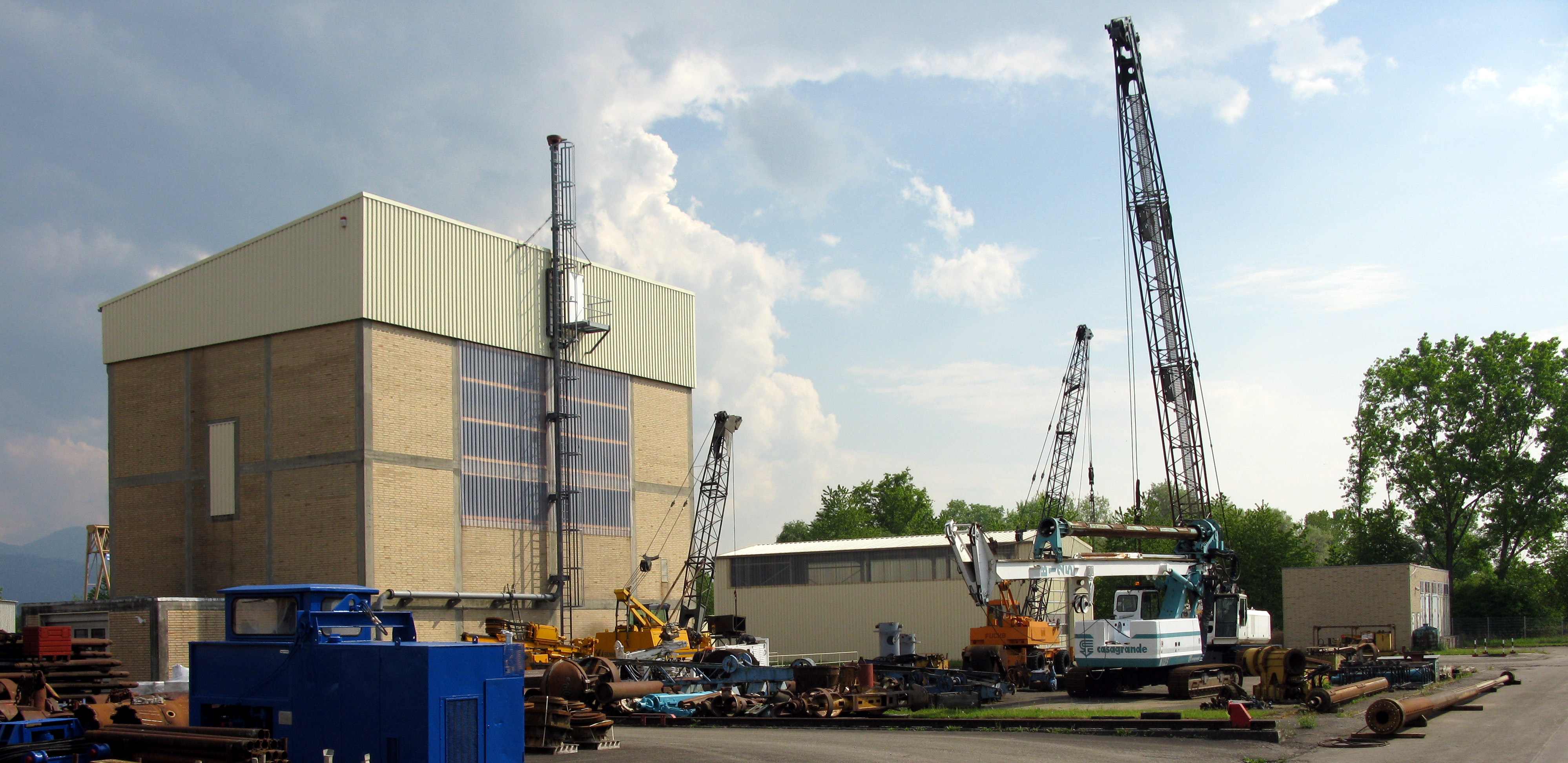
Schacht 3 des Kalisalzbergwerks Buggingen in Heitersheim mit Grubengasableitung

Im Jahr 1962 wurde mit 1186 Beschäftigten (in der Grube ca. 700), darunter 203 Gastarbeitern aus mehreren Nationen, der höchste Belegschaftsstand erreicht (Buggingen hat knapp 2000 Einwohner). Durch Veränderung der Abbaumethode und nach Inbetriebnahme von Schacht 3 im Jahr 1964 erreichte das Kaliwerk 1966 mit 744.350 t die höchste Rohsalz-Jahresförderung in seiner Geschichte. Bereits am Ende desselben Jahres kündigte sich durch erste Absatzprobleme der Niedergang der deutschen Kaligruben an. Verursacht wurden diese insbesondere durch die nordamerikanische Konkurrenz. 1965 gelangten die Preussag-Anteile an die AG Wintershall. 1967 wurde die 1950 eingestellte Steinsalzförderung und die 1929 beziehungsweise 1940 eingestellte Brom-Produktion wieder aufgenommen. 1970 gaben Wintershall und das Land Baden-Württemberg ihre Anteile an die Kali und Salz AG ab, die nun Alleineigentümer des Werkes war.
Trotz vorheriger Zusagen der Wintershall AG, das Bergwerk erhalten zu wollen, stimmte 1972 der Aufsichtsrat der Kali und Salz AG der Stilllegung des Kalisalzbergwerks mit stufenweiser Reduzierung von Förderung und Belegschaft zu. Im September 1972 wurde die Schließung des Kaliwerkes zum Mai 1973 bekanntgegeben. Begründet wurde dies mit der durch die schwierige Abbausituation verursachten Unwirtschaftlichkeit (30 Millionen Mark Verlust).
Viele der Arbeiter und Angestellten hatten sich bereits vor der offiziellen Bekanntgabe der Stilllegungspläne einen neuen Arbeitsplatz gesucht. Die Betriebskonzentration auf Schacht 3 hatte zur weiteren Verkleinerung der Belegschaft geführt. Bis zum 30. April 1973 mussten schließlich noch etwa 300 Mitarbeiter entlassen werden (von ehemals 1.186 im Jahre 1962). Viele von ihnen fanden in Metallverarbeitungsbetrieben der Umgebung neue Arbeit, einige waren in andere Bergwerke gewechselt, als die Förderung am 13. April 1973 eingestellt wurde.

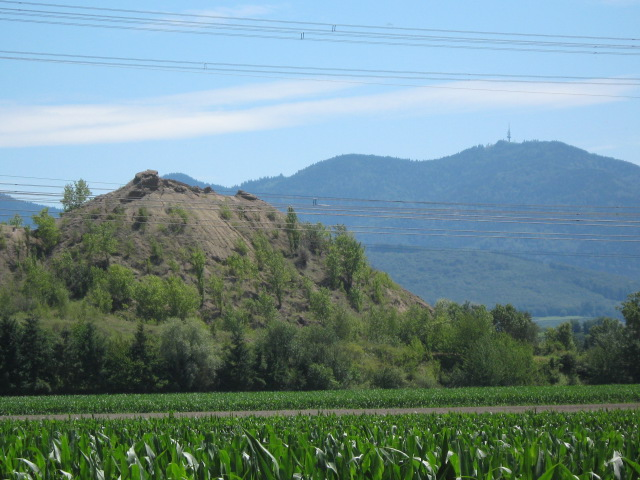
Abraumhalde Monte Kalino

Die Stilllegungs- und Abrissarbeiten begannen zunächst mit der weitgehenden Räumung der Untertageanlagen. Danach wurde vom Heitersheimer Werksteil aus das Bugginger Hauptwerk größtenteils abgerissen. Die Schächte wurden verfüllt und mit Betonplatten abgedeckt.
Im April 1996 traten aus Schacht 3 die Grubengase Methan, Kohlenmonoxid, Kohlendioxid und Stickstoff aus. Das Landesbergbauamt ließ den Schacht von Spezialisten der technischen Abteilung der Ruhrkohle AG und von der Deutschen Montan Technologie öffnen, um das Gas ausströmen zu lassen. Anschließend wurde eine Protegohaube montiert, um eventuell austretendes Gas kontrolliert abführen zu können.
Während bei Heitersheim mit Ausnahme des imposanten Fördergerüstes relativ viel erhalten wurde, blieben nur wenige Teile der Bugginger „Fabrik“ erhalten, unter anderem das Pförtnerhaus, das Verwaltungsgebäude, die Kantine sowie die weithin sichtbare Abraumhalde Monte Kalino am Nordende des ehemaligen Werkes.
Das Bugginger Werksgelände wurde an private Investoren verkauft. Im Dorfbild fallen die typischen Bergmannssiedlungen und die Werkswohnhäuser auf. Am Ende der Werkstraße gibt es eine private Sammlung von Teilen der ehemaligen Grubenbahn einschließlich Signalen und Lore. Ein Feldweg verläuft auf der ehemaligen Trasse.

#### Ausstehende Sanierung der Abraumhalde
Im November 2012 forderte der Bund für Umwelt und Naturschutz Deutschland zum wiederholten Male einen Sanierungsplan für die Abraumhalde, aus der seit Jahren Kalium- und Natriumchlorid ausgewaschen würden. Diese Auswaschungen, laut BUND sieben Gramm Salz je Liter Abstrom, seien nicht giftig, würden jedoch Rohrsysteme zerfressen und könnten dadurch das Trinkwasser ungenießbar machen. Im Jahr 2012 wurde zudem die Umwandlung des Großteils des Heitersheimer Geländes in ein Gewerbegebiet beschlossen.
Im Jahr 2013 wurden pro Tag bis zu 2,58 Tonnen Salz ins Grundwasser gespült. Der in der Trinkwasserverordnung festgelegte Grenzwert von 250 Milligramm Chlorid pro Liter wurde mit 400 bis 2800 mg/l bei weitem überschritten. Über eine Sanierung wird seit Jahren verhandelt.
Im November 2017 erklärte die Kali + Salz AG, dass die Halde abgedeckt werden soll, um „das Grundwasser vor weiteren Salzeinträgen zu schützen.“ Der Landkreis Breisgau-Hochschwarzwald erwartet bis Ende 2019 einen Vertrag über die Sanierung, deren Beginn jedoch noch nicht absehbar ist.
Im Dezember 2020 wurde eine Vereinbarung zwischen dem Land Baden-Württemberg und der Betreibergesellschaft K+S geschlossen, welche die Sanierung, das heißt die vollständige Abdeckung der Abraumhalde innerhalb der nächsten 8 Jahre vorsieht. Mit den entsprechenden Arbeiten wurde 2024 begonnen. Sie sollen bis Anfang 2026 abgeschlossen sein.

### Sondermülleinlagerung
1973 wurden 570 (von 1.000 geplanten) Tonnen cyanidhaltige Härtesalze in fast 2.900 Fässern im stillgelegten Bergwerk eingelagert.

## Schwierigkeiten beim Abbau
Aus der Teufenlage und dem Aufbau des Bugginger Kalilagers ergaben sich besondere bergbauliche Probleme, die nur mit hohem technischem und finanziellem Aufwand bewältigt werden konnten:
Im Bereich der südlichen Oberrheinebene liegt die Geothermische Tiefenstufe bei 25 m. In den tiefsten Grubenteilen herrschten deshalb über 52 °C. Die reine Arbeitszeit der Bergleute durfte hier höchstens 6 Stunden betragen, im Gegensatz zur andernorts üblichen 8-Stunden-Schicht.
Da die Gesteinsschichten Grubengas enthielten, wurden die oberrheinischen Kalilager als einzige Deutschlands als schlagwettergefährdet eingestuft. Der Schlagwetterschutz erforderte aufwändigere elektrische Apparaturen, Spezial-Sprengstoffe und ständige Kontrollen.
Das Hangende des Kalilagers ist wegen seines geringen geologischen Alters nicht vollständig verfestigt und setzt dem in dieser Tiefe herrschenden Auflastdruck nur einen vergleichsweise geringen Widerstand entgegen. Alle Hohlräume (Abbaue, Förderstrecken usw.) mussten deshalb mit besonders massivem Ausbau versehen werden. Zunächst wurde Holzausbau, nach dem großen Grubenunglück zunehmend Stahlausbau eingesetzt.
Dennoch konnte das ständige Zusammensacken der Strecken nicht vollständig vermieden werden. Verformungen oder gar Zusammenbrüche waren deshalb an der Tagesordnung. Diejenigen Bereiche der Grube, die nicht mehr für Abbau-, Lager- oder Transportarbeiten offengehalten werden mussten, wurden deshalb mit taubem Gestein und Produktionsrückständen aus der Chlorkaliumfabrik versetzt, um Senkungen der Erdoberfläche zu begrenzen. Insbesondere die über das Grubengebäude führende Rheintalstrecke der Bundesbahn musste auf diese Weise geschützt werden.

## Arbeitsverhältnisse

### Belegschaft
Während der Abteufarbeiten lief der Betrieb ununterbrochen Tag und Nacht, auch an Sonn- und Feiertagen. Danach war es noch lange Zeit üblich, dass sich die Werksangestellten am Sonntagvormittag zu freiwilligen Schichten trafen.
Ursprünglich gab es in Buggingen keine einheimischen Bergleute, das Bohrunternehmen E. Meyer aus Duisburg brachte sein eigenes Personal mit. Die Stammbelegschaft wurde von einer kleinen, aus Mitteldeutschland herangezogenen Schachtbaukolonne gebildet, dazu kamen ungelernte Arbeitskräfte aus der näheren Umgebung.
Viele der in der Folgezeit angeworbenen Bergleute kehrten wegen fehlender Wohnungen bald wieder in ihre Heimat zurück. Daher wurden zunehmend Arbeiter aus dem Markgräflerland eingestellt. Im Bereich zwischen Freiburg und Schliengen gab es kaum eine Ortschaft, aus der nicht einige Einwohner „im Kali“ tätig waren.
Der Schichtlohn eines Hauers lag 1927 bei 8,03 Reichsmark (6-Stunden-Schicht), ein Fabrikarbeiter in der Aufbereitung bekam 6,32 RM.

### Arbeit im Wandel

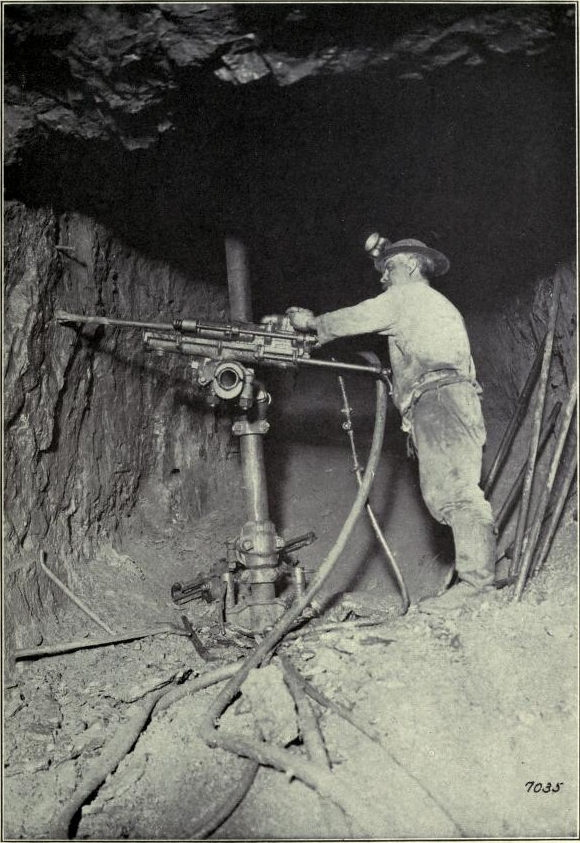
Säulenbohrmaschine

Die Arbeitsmethoden der Bugginger Bergleute und die entsprechenden Maschinen blieben teilweise über lange Zeit nahezu unverändert. Zum Teil aber wandelten sie sich grundlegend, insbesondere gegen Ende der 1960er Jahre. Als Beispiel soll die Arbeit des Hauers und seines Lehrhauers umrissen werden. Dieses Team führte die Bohr- und Sprengarbeiten durch.
Lange Zeit bestand die Aufgabe eines Hauers im Abbau darin, zunächst mit seiner elektrisch betriebenen, schlagwettergeschützten Säulendrehbohrmaschine ein Muster von 5 bis 8 m tiefen Sprenglöchern in das Kalilager zu bohren. Der Lehrhauer musste dabei unter anderem den vom Hauer bestimmten Bohransatzpunkt mit seiner Hacke anritzen, das Gestänge ansetzen und es während der ersten Umdrehungen stabil halten.
Anschließend wurden die Bohrlöcher mit Sprengstoff-Patronen besetzt, mit Zünder und Zündkabel (bis etwa 1940 Zündschnur) versehen und abgedichtet. Zum Transport dienten Blechkisten, ab 1966 Sprengstoffkartons. Der Hauer löste schließlich durch das Anbrennen der Zündschnur beziehungsweise durch Betätigung der Zündmaschine aus sicherer Entfernung die Sprengung aus.
Mit der Verlagerung des Abbaufeldes nach Norden in das teilweise steilstehende Heitersheimer Revier wandelte sich gegen Ende der Betriebszeit, etwa ab 1970, das Abbauverfahren und damit die Arbeit des Hauerteams entscheidend. Die Lagerungsverhältnisse erlaubten den Einsatz von Großgeräten, die hier die über mehr als 40 Jahre benutzten Säulenbohrmaschinen ersetzten.
Der Hauer bediente einen fahrbaren Bohrwagen mit Bohrlafette, das Markieren und „Anhacken“ durch den Lehrhauer war meist nicht mehr notwendig. Der Sprengstoff wurde nun nicht mehr in Patronenform in das Bohrloch gedrückt, sondern in loser Form eingeblasen. Dazu standen spezielle Besatzfahrzeuge zur Verfügung.

### Ausrüstung: Grubenlampen

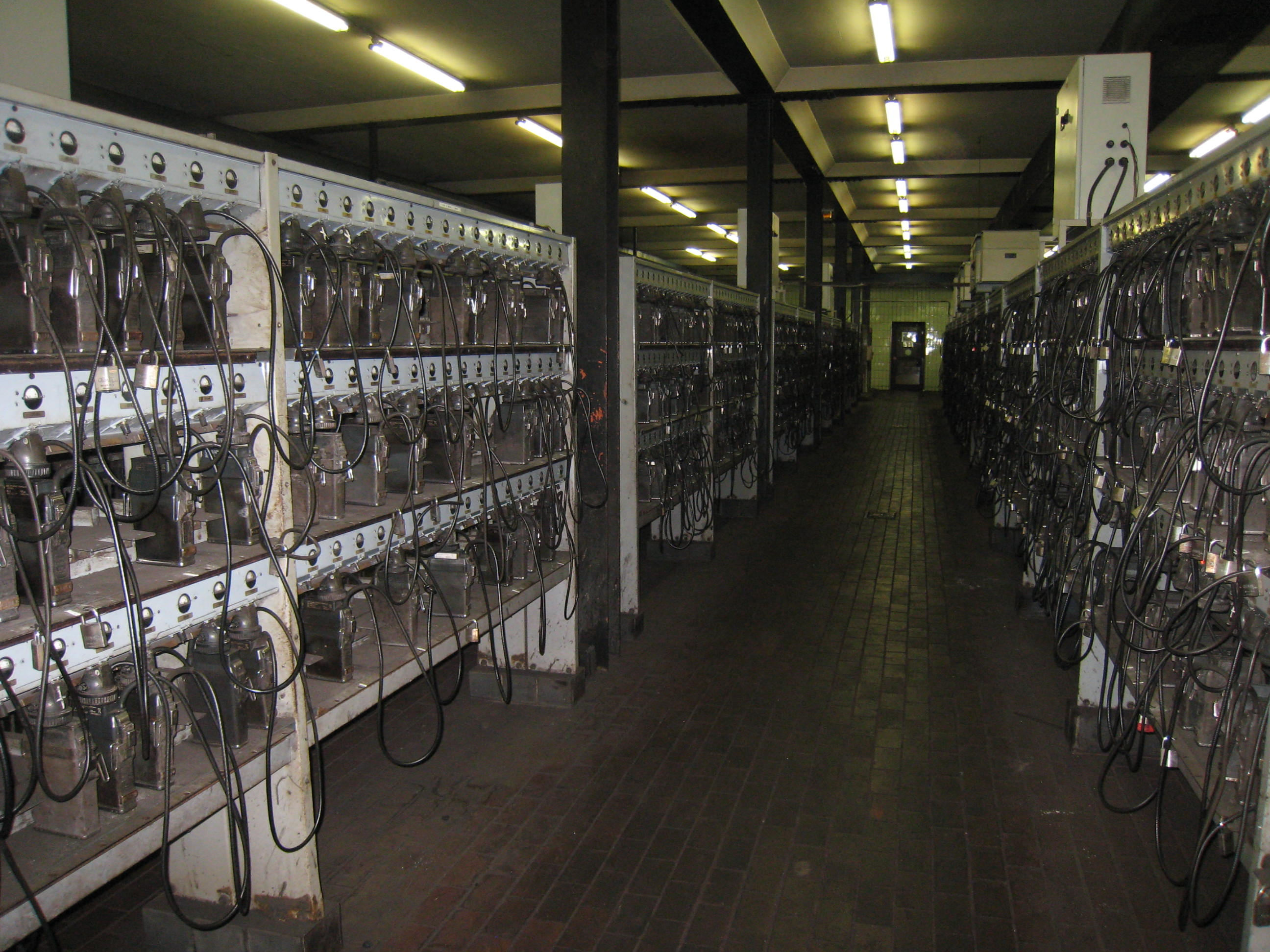
Lampenstube (Beispiel)

In Buggingen wurden beim Bau der Schächte 1 und 2 und bei den anschließenden Vortrieben in das Kalilager Karbidlampen benutzt. Die Lampen wurden von den Bergleuten vor der Anfahrt zur Schicht mit Karbid und Wasser gefüllt und einsatzbereit gemacht.
Wegen Schlagwettergefahr durften ab 1929 nur noch elektrische Grubenlampen verwendet werden. Dabei handelte es sich um robuste Mannschaftslampen (Handlampen) mit Alkali-Akku und rund 4 kg Gewicht. Für besondere Einsätze wurden diese Lampen umgerüstet und z. B. bei der Lokförderung als Schlussleuchte mit rotem Licht sowie für den Transport von Sprengstoffen mit blauem Licht ausgestattet. Aufsichtspersonen und Besucher benutzten leichte Akku-„Blitzer“ in verschiedenen Ausführungen, die mit einem Lederriemen vor der Brust getragen werden konnten.
Seit Anfang der 1960er Jahre wurden in Buggingen die unhandlichen Mannschaftslampen durch die wesentlich leichteren Kopflampen ersetzt. Der Akku wurde am Gürtel getragen, der Scheinwerfer am Helm befestigt. Benzinsicherheitslampen dienten erfahrenen Hauern und Wetterleuten zur Grubengasfeststellung. Eine Besonderheit stellte die Verbund-Sicherheitslampe dar, die sowohl zur Beleuchtung als auch zur Feststellung von Grubengas eingesetzt werden konnte.
Die Grubenlampen wurden über Tage in der Lampenstube aufbewahrt und von Lampenwärtern instand gehalten. Die Brenndauer einer Lampe reichte für eine Schicht. Nach Einführung der elektrischen Kopflampen wurden Lampen in Selbstbedienungs-Ladegestellen geladen. Jeder Bergmann hatte seine eigene Lampe, die mit seiner Lampennummer gekennzeichnet war.

## Vereinsleben
Nach der Stilllegung des Kalisalzbergwerks Buggingen haben es sich der Bergmannsverein und die Bergmannskapelle zur Aufgabe gemacht, bergmännisches Brauchtum und Bergmannstradition zu pflegen und späteren Generationen zu erhalten. In den 1930er Jahren gründeten Belegschaftsmitglieder des Kaliwerks den Knappenverein „Glückauf“ mit Spielmannszug und Knappenchor. Durch die Ereignisse des Zweiten Weltkrieges löste sich der Verein auf. Nach der Schließung wurde auf Initiative von Bergwerksdirektor Blomenkamp am 23. März 1974 der „Bergmannsverein Buggingen e. V.“ gegründet. Zum ersten Vorsitzenden wurde Hermann Fink gewählt.
Seit 1985 wird der Verein mit über 500 Mitgliedern von Ewald Machauer ab 1998 von Gerhard Martin erfolgreich weitergeführt. Zu den Aufgaben des Vereins gehören die Mitwirkung bei Jubiläen und Trauerfeiern, die Ausrichtung von Barbarafeiern, Bergmannstreffen und Mineralienbörsen sowie die bundesweite Teilnahme an Bergmannstagen. Mit der Betreuung des Kalimuseums hat der Bergmannsverein eine weitere, besonders wichtige Aufgabe zur Erhaltung der Bugginger Bergbautradition übernommen. Die Bergmannskapelle wurde 1879 als Musikverein Buggingen gegründet. Er hatte durch die Auswirkungen von zwei Weltkriegen und Inflationszeiten schwere Krisen zu überstehen.
Unter dem langjährigen Vorsitzenden Gerhard Winter wurde der Verein 1989 in „Bergmannskapelle Buggingen e. V.“ umbenannt. Im März 1996 übernahm Edgar Mond den Vorsitz. Neben Auftritten in der Gemeinde und in der Region bereichert die Bergmannskapelle bergmännische Veranstaltungen im gesamten Bundesgebiet. Sie hat rund 400 Mitglieder, davon 34 Aktive und 18 Jungmusiker.
Durch die Aktivitäten des Bergmannsvereins und der Bergmannskapelle wurde 1975 in Buggingen der Landesverband der Bergmannsvereine und bergmännischen Musikvereine Baden-Württemberg gegründet. Der Verband unter dem Vorsitzenden Christian Proß hat inzwischen 25 Mitgliedsvereine mit über 4.000 Einzelmitgliedern.

### Kalimuseum

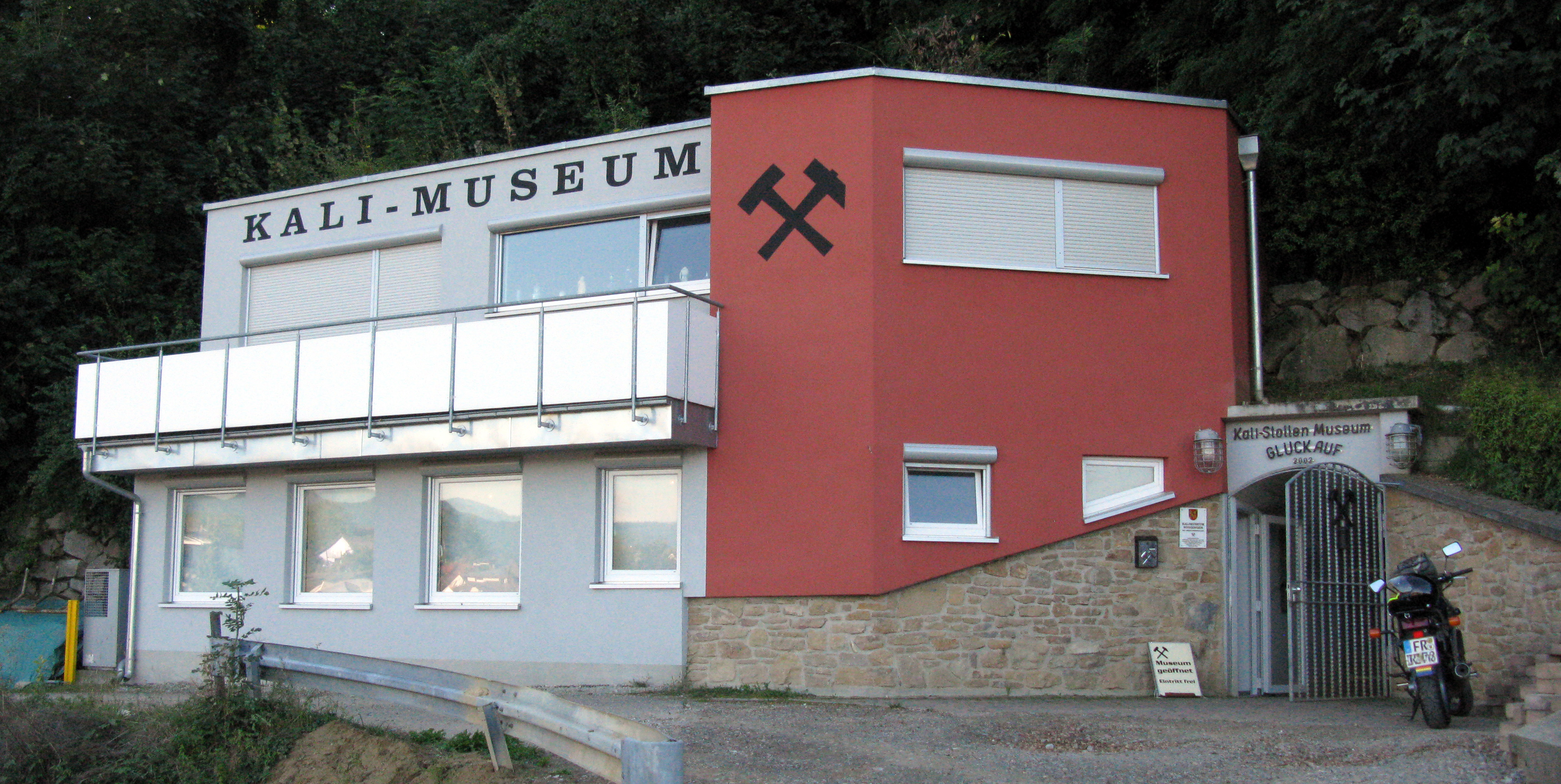
Kalimuseum Buggingen (2013)

Das Kalimuseum in der Hauptstraße 14 in Buggingen wurde am 6. Juli 1996 eröffnet und zeigte auf einer Fläche von 29 Quadratmetern mit Schautafeln und Vitrinen die Geschichte des Kalibergbaus in Buggingen. 2009 zog das Museum in den Neubau beim Besucherstollen (Am Sportplatz 6a) um, der rund 140 Quadratmeter Nutzfläche bietet.
Historische Originalaufnahmen und Exponate aus der Betriebszeit des Werkes zeigen den Weg des Mineraldüngers von der Gewinnung des Rohsalzes in der Grube, über die Aufbereitung in der „Fabrik“, bis zum Versand an die Kunden. Video-Filme informieren über die Anfänge, den Betrieb und das Ende des Kalisalzbergwerks Buggingen sowie über die deutsche Kaliindustrie.
Das Museum ist sonntags von 15 bis 17 Uhr geöffnet, der Eintritt ist frei. Nach Vereinbarung kann der Besucherstollen besichtigt werden.

### Besucherstollen

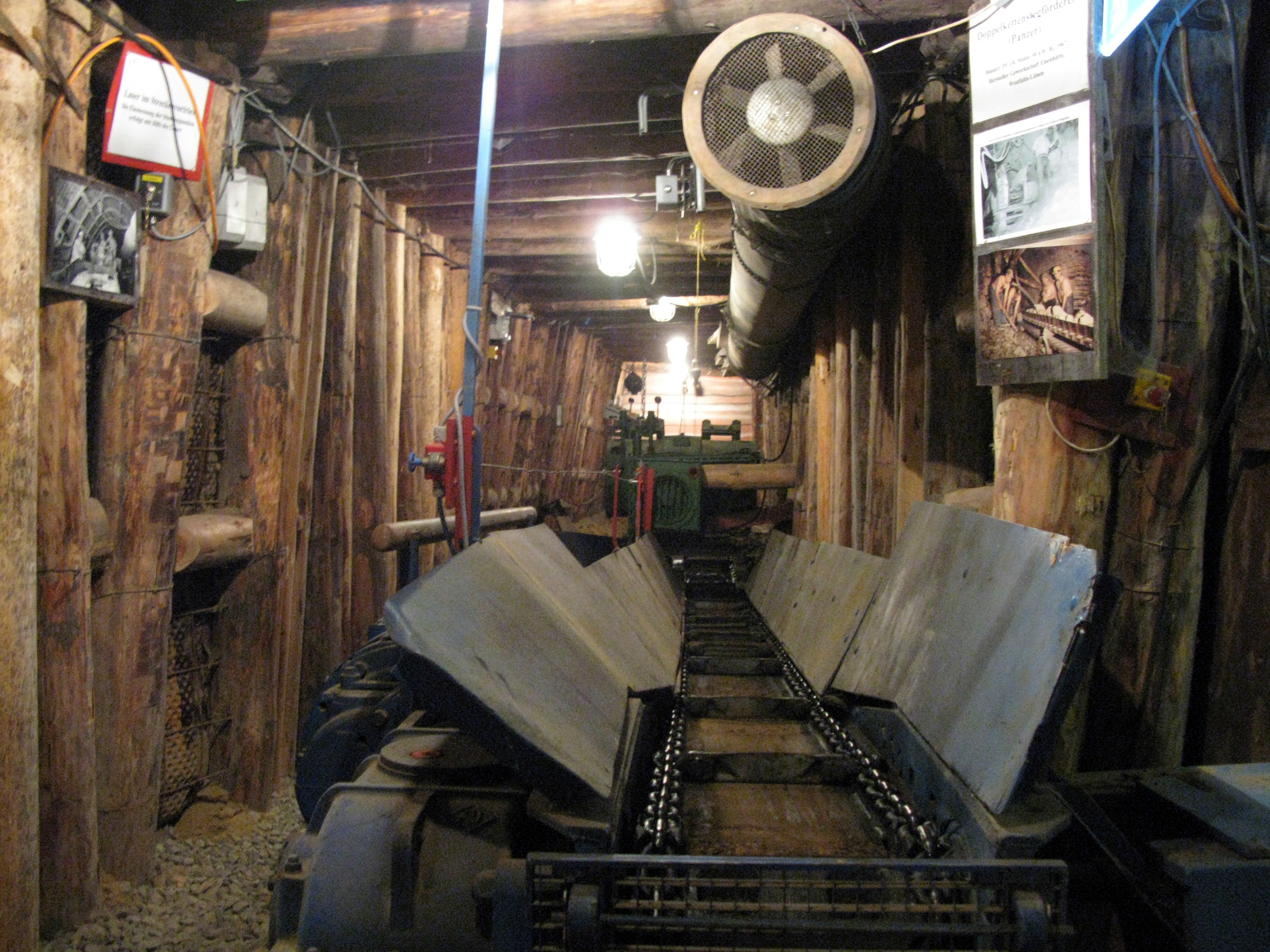
Besucherstollen

Im Jahr 2001 konnte der Bergmannsverein einen alten Eiskeller am Sportplatz Buggingen erwerben, der im Zweiten Weltkrieg als Luftschutzstollen für die Bevölkerung genutzt wurde. In 3-jähriger Bauzeit haben ehemalige Kalikumpel in Handarbeit Stollen in den Löss gegraben, erweitert, bergmännisch ausgebaut und mit originalen Bergwerksmaschinen und Geräten ausgestattet.
Das ca. 110 m lange Streckennetz des Stollens ist mit Eisen- und Holzausbau gesichert sowie mit Grubenbeleuchtung, Signalanlagen und Grubengleisen ausgerüstet. Den Besuchern kann seit Eröffnung am 1. Mai 2005 an voll funktionsfähigen Maschinen wie Stegkettenförderer („Panzer“), Schrapperhaspel und Bohrmaschinen ein Eindruck von der Arbeitsweise der Bergleute und vom Grubenbetrieb vermittelt werden. Im Jahr 2009 wurde der Stollen erweitert.

### Weitere Aktivitäten

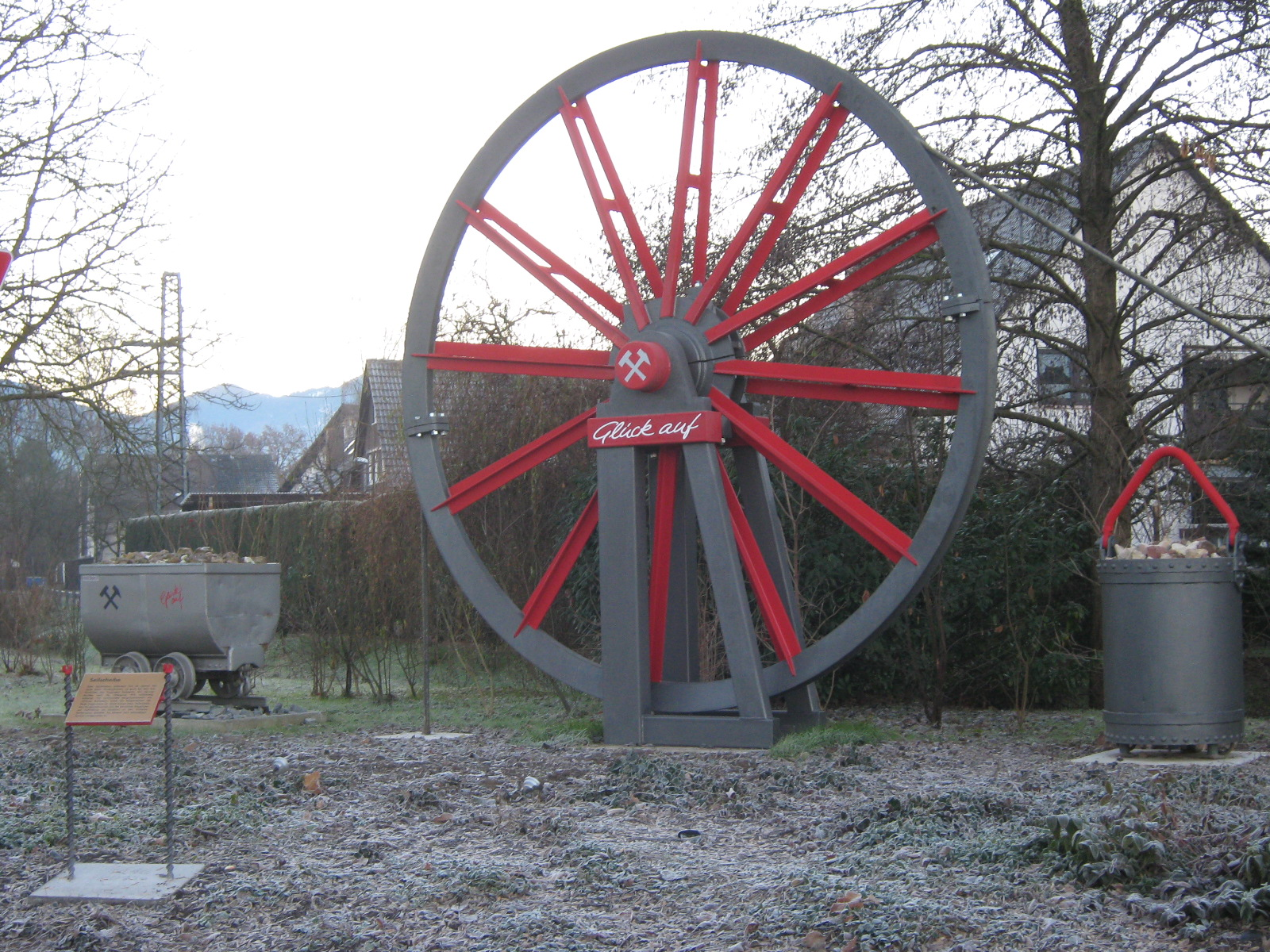
Hunt, Seilscheibe und Abteufkübel als Denkmal

Vor dem Eingang zum früheren Kalimuseum befand sich ein Mollbogen, den die Vereinsmitglieder im Jahr 2011 als Wetterschutz an der Ortseinfahrt über die restaurierte Barbara-Figur (Schutzpatronin der Bergleute) montierten. Am Ortsausgang Richtung Grißheim stellte der Verein zudem einen restaurierte Förderwagen und einen Abteufkübel auf, die an das Bergwerk erinnern sollen.
Im Herbst 2013 stellten Mitglieder des Vereins neben dem Hunt eine restaurierte Seilscheibe als Denkmal auf. Sie stammt von der Zeche Groupe Rodolfe aus dem elsässischen Ungersheim, in der am 23. Juli 1940 23 Kumpel infolge einer Gasexplosion ums Leben kamen. Bergleute aus Buggingen waren beim Begräbnis als Ehrenwache anwesend. Als die Zeremonie 2007 bei einem Brauchtums-Open-Air wiederholt wurde, schenkte der Bürgermeister von Ungersheim dem Bergwerksverein die Seilscheibe.